# Ordos (dialecte)
Pour les articles homonymes, voir Ordos.
L'ordos (en mongol littéraire de Chine:  ᠣᠷᠳᠣᠰ ᠠᠮᠠᠨ ᠠᠶᠠᠯᠭᠤ ordos aman ayalγu) est un dialecte  mongol parlé dans la préfecture d'Ordos en Mongolie-Intérieure, en Chine, et à l'origine par les Ordos.

## Classification interne
Svantesson classe l'ordos dans le groupe des dialectes mongols méridionaux, aux côtés du tchakhar, du keshigten ou de l'üjümütchin.

## Phonétique historique
L'ordos contrairement aux autres dialectes de Mongolie-Intérieure maintient une structure CVCV(C). Exemples comparés avec le dialecte tchakhar et le mongol littéraire, dans sa forme utilisée en Chine.
| ordos | tchakhar | mongol littéraire |       |
| ----- | -------- | ----------------- | ----- |
| ʤʊsʊ  | ʤʊs      | ᠴᠢᠰᠤ čisu         | sang  |
| xʊmʊs | xʊms     | ᠬᠢᠮᠤᠰᠤ kimusu     | ongle |
| nʉdʉ  | nʉd      | ᠨᠢᠳᠤ nidü         | œil   |

Les voyelles ʊ et ʉ, dans ce contexte remplacent les voyelles des syllabes suivantes.
| ordos   | tchakhar | mongol littéraire |           |
| ------- | -------- | ----------------- | --------- |
| nʊlmʊs  | nʊlmɑs   | ᠨᠢᠯᠪᠤᠰᠤ nilbusu   | larme     |
| gʊmʊdal | gɔmdɔl   | ᠭᠣᠮᠤᠳᠠᠯ γomudal   | offense   |
| ʉlgʉxʉ  | ɵlgɵx    | ᠡᠯᠭᠦᠬᠦ elgükü     | suspendre |